# Laos i olympiska sommarspelen 1992
Laos deltog i de olympiska sommarspelen 1992 med en trupp, men ingen av landets deltagare erövrade någon medalj.

## Friidrott
Herrarnas 100 meter
- Sitthixay Sacpraseuth
  - Heat — 12,02 (→ gick inte vidare)

Herrarnas 1 500 meter
- Khambieng Khamiar
  - Heat — 4:04,82 (→ gick inte vidare)

Herrarnas 20 kilometer gång
- Saleumphone Sopraseut — DSQ (→ ingen notering)